# Бразилия на летних Олимпийских играх 1948
Бразилия принимала участие в Летних Олимпийских играх 1948 года в Лондоне (Великобритания) в пятый раз за свою историю, и завоевала одну бронзовую медаль. Сборную страны представляло 70 спортсменов, в том числе 11 женщин.

## 03!Бронза
| Медаль | Спортсмен | Вид спорта | Дисциплина |
| ------ | --- | ---------- | ---------- |
| Бронза | Алгодан Луис Бенвенути Жуан Франсиско Брас Маркус Винисиус Диас Алфредо да Мотта Алешандре Жеминьяни Алберту Марсон Нилтон Пашеку Гильерме Родригес Массинет Сорсинелли Руй де Фрейташ Аффонсо Эвора тренер Моасир Даюто | Баскетбол  | Мужчины    |

## Результаты соревнований

### Академическая гребля
Соревнования по академической гребле на Олимпийских играх 1948 года проходили в гребном центре в Хенли-он-Темс, где ежегодно проводятся соревнования Королевской регаты. Из-за недостаточной ширины гребного канала в одном заезде могли стартовать не более трёх лодок. В следующий раунд из каждого заезда проходили только победители гонки.
Мужчины
| Соревнование | Спортсмены                   | Предварительный заезд | Предварительный заезд | Предварительный заезд | Отборочный заезд | Отборочный заезд | Отборочный заезд | Полуфинал | Полуфинал | Полуфинал | Финал                 | Финал                 |
| Соревнование | Спортсмены                   | Заезд                 | Время                 | Место                 | Заезд            | Время            | Место            | Заезд     | Время     | Место     | Время                 | Место                 |
| ------------ | ---------------------------- | --------------------- | --------------------- | --------------------- | ---------------- | ---------------- | ---------------- | --------- | --------- | --------- | --------------------- | --------------------- |
| двойки       | Персио Занкани Пауло Дибольд | 4                     | 7:33,1                | 1 Q                   | не участвовали   | не участвовали   | не участвовали   | 3         | 7:33,1    | 2         | завершили выступление | завершили выступление |

### Современное пятиборье
| Соревнование      | Спортсмены      | Верховая езда | Верховая езда | Верховая езда | Фехтование | Фехтование | Стрельба | Стрельба | Плавание | Плавание | Бег     | Бег   | Всего     | Всего |
| Соревнование      | Спортсмены      | Время         | Очки          | Место         | Побед      | Место      | Очки     | Место    | Время    | Место    | Время   | Место | Результат | Место |
| ----------------- | --------------- | ------------- | ------------- | ------------- | ---------- | ---------- | -------- | -------- | -------- | -------- | ------- | ----- | --------- | ----- |
| личное первенство | Аэсио Коэльо    | 9:26,1        | 94            | 15            | 28         | 1          | 172      | 33       | 6:47,4   | 39       | 17:34,1 | 37    | 125       | 30    |
| личное первенство | Алоизио Боржес  | 11:15,4       | 45            | 33            | 17         | 26         | 167      | 36       | 4:40,3   | 8        | DSQ     | 43    | 146       | 38    |
| личное первенство | Умберто Бедфорд | 12:33,4       | 15            | 37            | 8          | 43         | 166      | 40       | 7:27,7   | 43       | 19:51,7 | 42    | 205       | 43    |

### Стрельба
| Соревнование                       | Спортсмены              | Финал     | Финал |
| Соревнование                       | Спортсмены              | Результат | Место |
| ---------------------------------- | ----------------------- | --------- | ----- |
| скорострельный пистолет, 25 метров | Педро Симан             | 540       | 30    |
| скорострельный пистолет, 25 метров | Алваро дос Сантос Фильо | 527       | 34    |
| скорострельный пистолет, 25 метров | Аллан Собосински        | 490       | 56    |
| пистолет, 50 метров                | Силвино Феррейра        | 511       | 28    |
| пистолет, 50 метров                | Алваро дос Сантос Фильо | 509       | 31    |
| винтовка лёжа, 50 метров           | Антонио Гимарайнс       | 594       | 13    |
| винтовка лёжа, 50 метров           | Маноэл Брага            | 589       | 28    |
| винтовка лёжа, 50 метров           | Жуан де Фария           | 584       | 45    |